# 斯特納夫卡河
斯特納夫卡河（烏克蘭語：Стинавка），是烏克蘭的河流，位於該國西部，屬於斯特雷河的左支流，流經利沃夫州，河道全長27公里，該河流域面積79平方公里。